# Villamediana
Villamediana é um município da Espanha na província de Palência, comunidade autónoma de Castela e Leão, de área 58,13 km² com população de 229 habitantes (2004) e densidade populacional de 3,94 hab/km².

## Demografia
| Variação demográfica do município entre 1991 e 2004 | Variação demográfica do município entre 1991 e 2004 | Variação demográfica do município entre 1991 e 2004 | Variação demográfica do município entre 1991 e 2004 |
| --------------------------------------------------- | --------------------------------------------------- | --------------------------------------------------- | --------------------------------------------------- |
| 1991                                                | 1996                                                | 2001                                                | 2004                                                |
| 281                                                 | 249                                                 | 242                                                 | 229                                                 |